# Aranya Johar
Aranya Johar (8 de septiembre de 1998) es una poeta  y feminista india. Usa las redes sociales para abordar temas como la igualdad de género, la salud mental y la positividad corporal. Asimismo usa la poesía para confrontar los estándares de la belleza. La primera pieza lanzada por Ranya, "A Brown Girls's Guide to Gender" se viralizó y tuvo un millón de visitas en los dos días siguientes a su subida. Integró por primera vez la performance spoken word (palabra hablada) en Bollywood a través de su colaboración con el actor Akshay Kumar para la película Padman. Johar fue oradora en TEDxICTMumbai en abril de 2017. Ha sido invitada y alabada por varios poetas y fundaciones. Aparece en la lista de las diez mujeres que hay que seguir en redes sociales elaborada por dubeat junto con Michelle Obama y Ashley Graham.

## Trayectoria
Johar se crio en Bombay y fue al colegio Lilavati Podar High School. Estudia Arte en el Sophia College para mujeres de Bombay, y participa en slams de poesía para expresar sus ideas, utilizando la palabra hablada para actuar, expresar identidad y conectar con su audiencia. Siendo adolescente, Jcomenzó a escribir poemas sobre temas de misoginia, y actuó por primera vez ante una audiencia cuando tenía 12 años. "Un grupo solía llevar a cabo sesiones de micrófono abierto en un resto-bar local, y el intérprete se tomaba un cóctel después de su actuación." Admitió que mintió sobre su edad para entrar y que su madre la acompañaría. 
Fue diagnosticada con trastorno de déficit de atención (ADD) cuando estaba en la clase VII. Así que utiliza el medio para crear conciencia sobre la salud mental. Ella investiga sobre la condición mental y escribe sobre ella. Durante una de sus actuaciones, cuando era adolescente, recuerda haber hecho llorar a un hombre de 47 años cuando recitó: "Mientras miras esa vena besando ese cuchillo/ piensa en todas las cosas que te perderás si terminas esta vida/ Si yo fuera tú esperaría a que las cicatrices se desvanezcan/ si yo fuera tú bajaría esa cuchilla".
Junto con su amigo Prachee Mashru, Johar ha creado More Than Mics, una organización que se dedica a dirigir plataformas creativas para las artes escénicas (poesía, música, comedia, etc.). Mashru asistía a una escuela en Vile Parle (W) pero se conocieron virtualmente y se unieron por su amor al rapero canadiense Drake.
También es curadora de las Sesiones de Poesía Ciega, una serie de noches de poesía. A diferencia de otros eventos, la noche de Poesía Ciega tiene lugar en una habitación oscura, y los poetas son anónimos. También es co-curadora de otro evento de poesía en la ciudad, titulado Throwback Thursday, en el que pide a los poetas que lean su primera obra, así como sus más recientes escritos. También apoyó y presentó un poema sobre la igualdad de género, Know your rights, de Vivel, en asociación con Aaj tak e India Today. El video de Aranya, 'To Bleed Without Violence' fue una pieza de colaboración con WASH United que tuvo 7 millones de visitas en el fin de semana de su subida a la red. También ha recitado su poema para jóvenes entusiastas del Harvard Model United Nations de Harvard en 2017 en el Hyderabad International Convocation Centre.
Johar apareció en 2017 en las revistas Rolling Stone y Harper Bazaar, y en la edición de mayo de Teen Vogue.  Además actuó en la SRCC Youth Conference el 22 de septiembre, y se presentó en el evento de We The Women en asociación con ONU Mujeres los días 9 y 10 de diciembre de ese mismo año.
Se convirtió en parte de Goalkeepers New York City 2018. Habló en Goalkeepers en Nueva York junto a nombres como Ed Sheeran, Melinda Gates, Bill Gates, Stephen Fry y muchos más. Ha sido organizado por la Fundación Gates y el #ProjectEveryone, quienes han liderado el camino para crear conciencia sobre los Objetivos Globales y animar a los jóvenes en todo el mundo. También ha sido parte de SHEROES Summit 2018, que es una plataforma comunitaria de mujeres que lleva a las mujeres a compartir sus historias e inspirar a otras mujeres.

## Obra
- “A Brown Girl’s Guide to Gender” (estrenada el 6 de marzo de 2017 en Tuning Fork)[23]
- “A Brown Girl’s Guide to Beauty” (publicado el 7 de julio de 2017 y presentado por Shaadi.com)[24]
- “A Brown Girl’s Guide” – A Better Tomorrow (publicado por Rise by TLC el 1 de enero de 2018)[25]
- “To Bleed Without Violence” (publicado por Dasra India el 28 de junio de 2017)[26]
- “BleedingRani” – con Akshay Kumar (publicado el 1 de febrero de 2018 by Peeping Moon)[4]
- “To India: With Love” (publicado el 29 de septiembre de 2017)
- “Women Will” (publicado el 29 de marzo de 2018)
- “Buy Now or Panic Later” (publicado el 9 de abril de 2017 por Airline poetry movement).[27]